# NGC 6503
NGC 6503 је спирална галаксија у сазвежђу Змај која се налази на NGC листи објеката дубоког неба.
Деклинација објекта је + 70° 8' 37" а ректасцензија 17h 49m 27,5s. Привидна величина (магнитуда) објекта NGC 6503 износи 10,2 а фотографска магнитуда 10,9. Налази се на удаљености од 5,518 милиона парсека од Сунца. NGC 6503 је још познат и под ознакама UGC 11012, MCG 12-17-9, CGCG 340-19, KARA 837, IRAS 17499+7009, PGC 60921.